# Chasing a Feeling
"Chasing a Feeling" é um canção da banda estadunidense, The Narrative. A canção foi escrita por Suzie Zeldin (teclados/vocais) e Jesse Gabriel (violão/vocais). Gravada em 2012 em Nova York, a canção é o primeiro single lançado pela banda, e o single principal lançado para o segundo álbum de estúdio (2014). O single foi lançado em 3 de Junho de 2013 em download digital. O vídeo clipe que acompanha o lançamento foi gravado em 11 de Novembro de 2013 dirigido por Sean O'Kane.

## Antecedentes
"Chasing a Feeling" foi gravada em 2012 em um celeiro convertido em Nova York e finalizado no Brooklyn com os vocais, no apartamento da banda e no estúdio de gravação de Bryan Russell, Red Wire Audio. Como a banda havia dito em um vídeo no Youtube, eles gravaram toda a parte instrumental no celeiro e depois em Nova York os vocais.

## Faixas
| Download digital |                     |                            |         |  |
| N.º              | Título              | Produtores(s)              | Duração |  |
| 1.               | "Chasing a Feeling" | Bryan Russell, Justin Long | 4:33    |  |

## Participantes
The Narrative
- Suzie Zeldin − vocais, teclado
- Jesse Gabriel − guitarra, vocais
- Jay Scalchunes − bateria
- Ari Sadowitz − baixo
- Bryan Russell − produtor, engenheiro de áudio
- Justin Long − co-produtor, programador
- Hilary J. Corts − Video clipe co-diretora